# Тороро (округ)
Тороро — округ в Центральной области Уганды. По состоянию на 2010 год в округе проживает 449 900 человек. Площадь территории составляет 1849,3 км². На севере граничит с округом Мбале, на востоке граничит с Кенией, с округом Бусиа на юге, а на юго-западе с округом Бугири, на северо-западе с округом Буталеджа. Основа экономики округа — сельское хозяйство. На территории округа проживают представители народа Тесо.
Административный центр — Тороро.